# 末利夫人
末利夫人，又譯作摩利夫人、摩利迦夫人。意譯為「茉莉」、「鬘者」。古印度憍薩羅國國王波斯匿王的王妃，北傳佛教說毘琉璃王及勝鬘夫人是她的子女。南傳佛教說她有一個女兒，可能是哇居莉（Vajīrī）公主。

## 身世
末利夫人在種姓制度中屬於低種姓，經律中有幾種說法：
- 《四分律》說她是憍薩羅國舍衛城中耶若達婆羅門的婢女，名為黃頭，常守末利園。婚後因從末利園中來，故稱末利夫人。[5]
- 《有部毘奈耶雜事》說她是迦毗羅衛國村知事官摩納婆和大婆羅門之女的女兒，名為明月。因父病死欠稅，到大名（摩訶男的意譯）家工作還債，善採花作鬘故稱「勝鬘」。[6]
- 依據巴利三藏，《本生經》說末利王妃是舍衛城華鬘大師（英语：master craftsman）的女兒。[7][8]《相應部·茉莉經》說她與波斯匿王生了一個女兒[9]，可能是哇居莉（Vajīrī）公主[10][7]。《本生經》與《法句經》義註說波斯匿王的另一位王妃是釋迦族摩訶男與婢女那伽芬陀（Nagamunda）的女兒，名為「雨日蓋」刹帝利（Vāsabha-khattiyā），毘琉璃王是她的兒子。[11][12][13][14]漢譯《中阿含經·愛生經》也提到雨日蓋與末利，對應的《增壹阿含經》則提到剎利種薩羅陀夫人與末利[10]。《有部毘奈耶雜事》說波斯匿王有二大夫人：行雨、勝鬘。[6]

## 婚戀
《四分律》說波斯匿王到末利園中休息，婢女黃頭細心巧為奉侍，王知其聰明，以百千兩金向耶若達求為妻。《有部毘奈耶雜事》、《本生經》所說類同，只是因其父親不同而情節略異，如《有部毘奈耶雜事》說是向釋迦族的摩訶男要求把婢女勝鬘當女兒嫁，《本生經》則是求娶華鬘師的親女。《增壹阿含經》說波斯匿王求娶釋迦族的貴女，釋迦族的摩訶男以婢所生不知名女兒當成女兒出嫁，她生了毘琉璃王。